# Bamunan
Pour plus de détails, voir Fiche technique et Distribution.
Bamunan est un film malien réalisé par Falaba Issa Traoré, sorti en 1990.

## Synopsis
Scènes de vie quotidienne dans un village du Mali. Récoltes, médisances, jeux d'enfants, un mariage, un vol, une intervention maladroite de la police.
Un lépreux, Siriman, méprisé par tout le village sert de lien entre ces scènes. Il réussit à se rendre à la capitale, est soigné, guéri et retourne heureux parmi les siens.

## Fiche technique
- Titre original : Bamunan
- Réalisation : Falaba Issa Traoré
- Photographie : Benoit Say Kan N'da
- Musique : Boubacar Traoré
- Production : Falaba's Films
- Montage : Ahoussy Diangoye, Koffi Kouabran
- Durée : 103 min
- Format : Couleurs
- Langues : Bambara

## Distribution
- Mamadou Doumbia
- Maîmouna Kone
- Marietou Kouyaté
- Ibrahima Sory Togola
- Ibrahima Sory Koita
- Idrissa Samake

## Distinctions
- Prix de la meilleure actrice (Mariatou Kouyaté) et Prix de la meilleure interprétation littéraire au FESPACO 1991